# Zagaje (województwo świętokrzyskie)
Zagaje – wieś w Polsce, położona w województwie świętokrzyskim, w powiecie jędrzejowskim, w gminie Jędrzejów. Leży przy DW768.
W latach 1975–1998 miejscowość należała administracyjnie do województwa kieleckiego.
24 maja 1794 roku  podczas insurekcji kościuszkowskiej w Zagaju doszło do bitwy II Małopolskiej Brygady Kawalerii Narodowej z tylną strażą kozaków Denisowa.

## Integralne części wsi
| SIMC    | Nazwa     | Rodzaj    |
| ------- | --------- | --------- |
| 0241040 | Kaletówka | kolonia   |
| 0241034 | Podzagaje | część wsi |
| 0241057 | Za Górą   | osada     |

## Zabytki
Park dworski z XVIII w., przekształcony w XIX w., wpisany do rejestru zabytków nieruchomych (nr rej.: A-109 z 4.07.1947).